# Negorci
Negorci (macedónul: Негорци) település Észak-Macedóniában, a Délkeleti körzet Gyevgyelijai járásában.

## Népesség
| Lakosok száma | 1191 | 1350 | 1387 | 1594 | 1800 | 1869 | 1837 | 2047 | 1768 |
|               | 1948 | 1953 | 1961 | 1971 | 1981 | 1991 | 1994 | 2002 | 2021 |

2002-ben 2 047 lakosa volt, akik közül 2 023 macedón, 15 szerb, 3 török, 1 albán, 1 cigány, 1 valch és 3 egyéb nemzetiségű.